# Ail noir
Ne doit pas être confondu avec Allium nigrum.

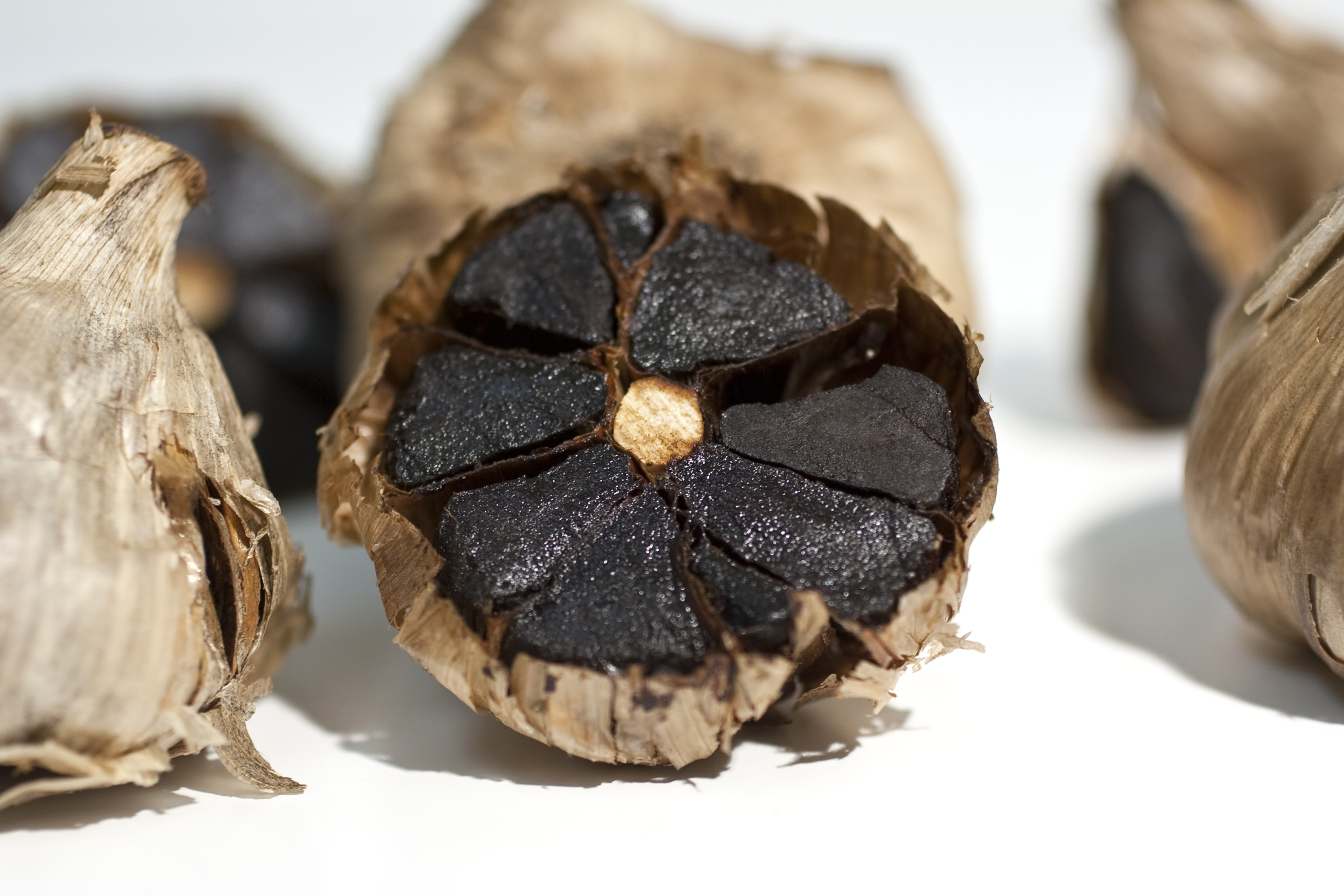
Ail noir.

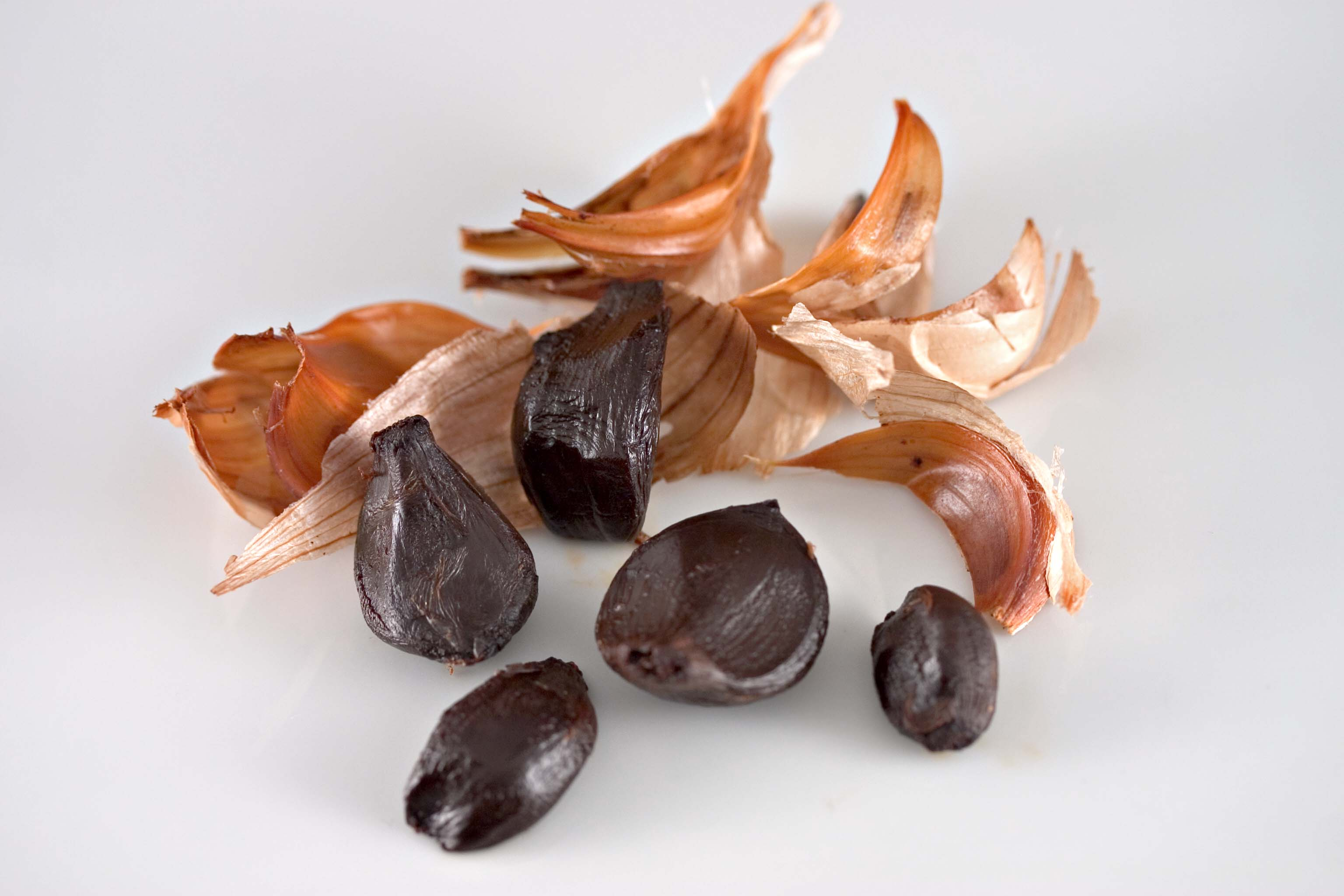
Gousses d'ail noir épluchées.

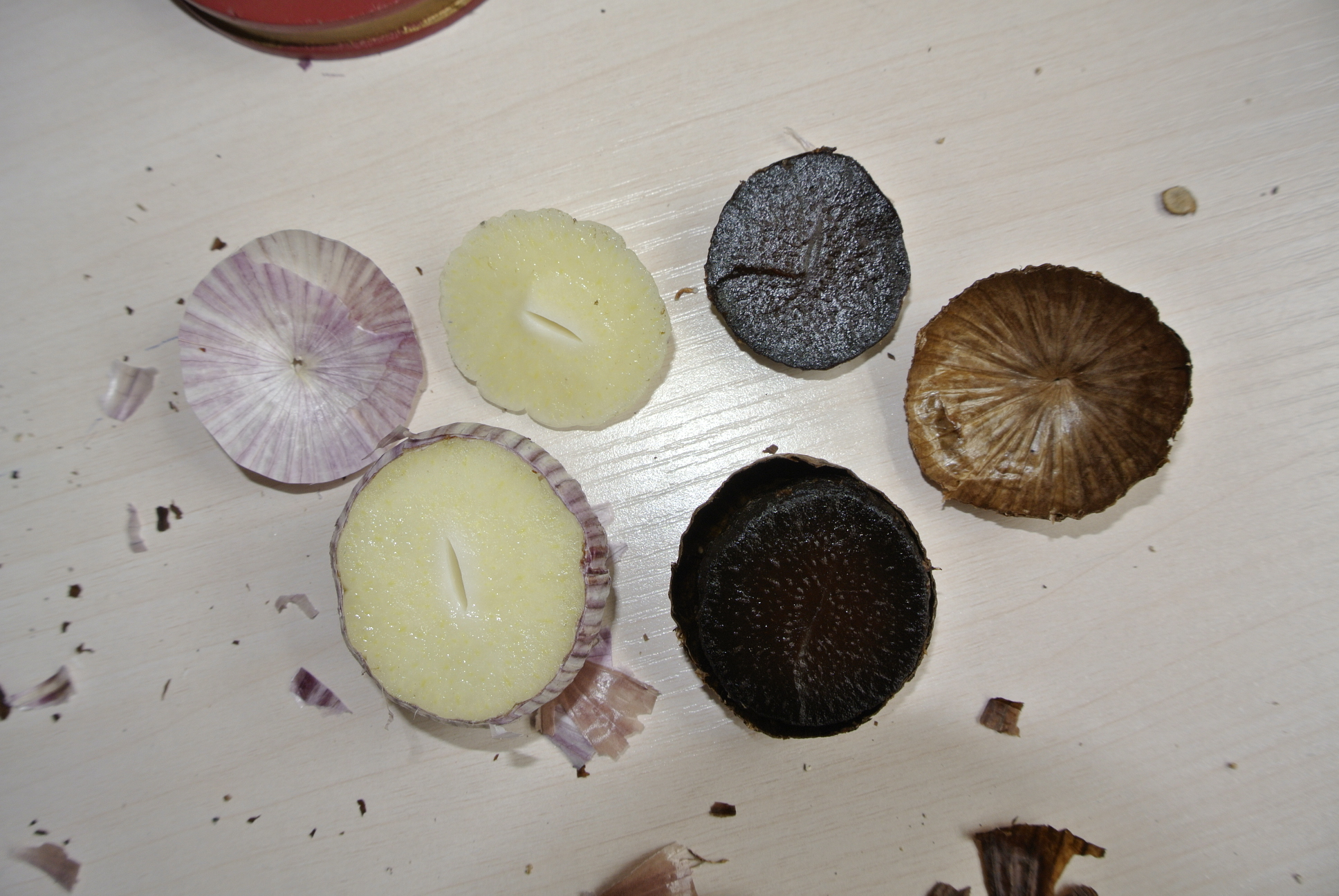
Comparaison d'une gousse d'ail fraîche et d'une gousse d'ail noir.

L'ail noir est un bulbe d'ail bruni par suite d'une réaction chimique impliquant des sucres, appelée réaction de Maillard, et obtenue à basse température (60 à 80 °C) dans une enceinte humide (70 à 90 %) durant 2 à 3 semaines,. L'ail noir prend alors une texture moelleuse, similaire à celle d'un pruneau d'Agen. Il est utilisé dans la cuisine asiatique.
Cet aliment transformé est à ne pas confondre avec l'espèce ornementale Allium nigrum qui est également appelée « ail noir » dans certains pays du Moyen-Orient,.

## Origine
Pour les uns, l'ail noir serait utilisé dans la cuisine coréenne depuis quatre millénaires, pour d'autres il serait apparu au Japon en 1999 grâce au Pr. Jin-Ichi Sasaki en traitant de l'ail frais ordinaire sous le contrôle de la température et de l'humidité,,.
La transformation des gousses est le résultat d'une réaction de brunissement non enzymatique, connue sous le nom de réaction de Maillard.
L'ail noir gagne ainsi en popularité en Occident dans les années 2010, notamment en France où il est alors commercialisé, pour un prix d'environ 5 à 10 € par bulbe. Les gousses commercialisées passent par une cuisson très lente (quatre à six semaines au four). 

## Caractéristiques
Sa pelure reste blanche mais les gousses ont une couleur rappelant le charbon. L'ail normal a une odeur tenace et peut être mal digéré. L'ail noir a un goût qui rappelle le vinaigre balsamique, la réglisse et l'umami. Il a une saveur sucrée et acidulée. L'ail noir n'est pas fermenté.
Pendant le traitement thermique de l'ail noir, la teneur en humidité diminue avec l'évaporation d'eau rendant ainsi la texture plus flexible,.
Compte tenu des teneurs relativement élevées en sucres, en oligosaccharides, en polyphénols et en produits de la réaction de Maillard (comme le HMF et des mélanoïdines) dans l'ail noir, la friture ou la cuisson à des températures très élevées pendant une longue période n'est pas recommandée. L'ail noir est en général consommé directement ou utilisé comme assaisonnement, puisque la teneur en HMF est proche de la limite des apports journaliers recommandés.